# Psychotria paramaracarpus
Psychotria paramaracarpus är en måreväxtart som först beskrevs av Henri Ernest Baillon, och fick sitt nu gällande namn av Rudolf Schlechter. Psychotria paramaracarpus ingår i släktet Psychotria och familjen måreväxter. Inga underarter finns listade i Catalogue of Life.